# Saucrencyrtus insulanus
Saucrencyrtus insulanus är en stekelart som beskrevs av Hayat och Singh 2002. Saucrencyrtus insulanus ingår i släktet Saucrencyrtus och familjen sköldlussteklar. Inga underarter finns listade i Catalogue of Life.